# Gelehrtenschule des Johanneums
La Gelehrtenschule des Johanneums (letteralmente "scuola accademica dello Johanneum"), generalmente abbreviata in Johanneum, è un ginnasio di Amburgo, in Germania. È la più antica scuola della città anseatica in quanto fu fondata nel 1529 da Johannes Bugenhagen. L'insegnamento è incentrato sullo studio delle lingue e letterature classiche, latina e greca. L'istituto appartiene alla città di Amburgo.

## Storia

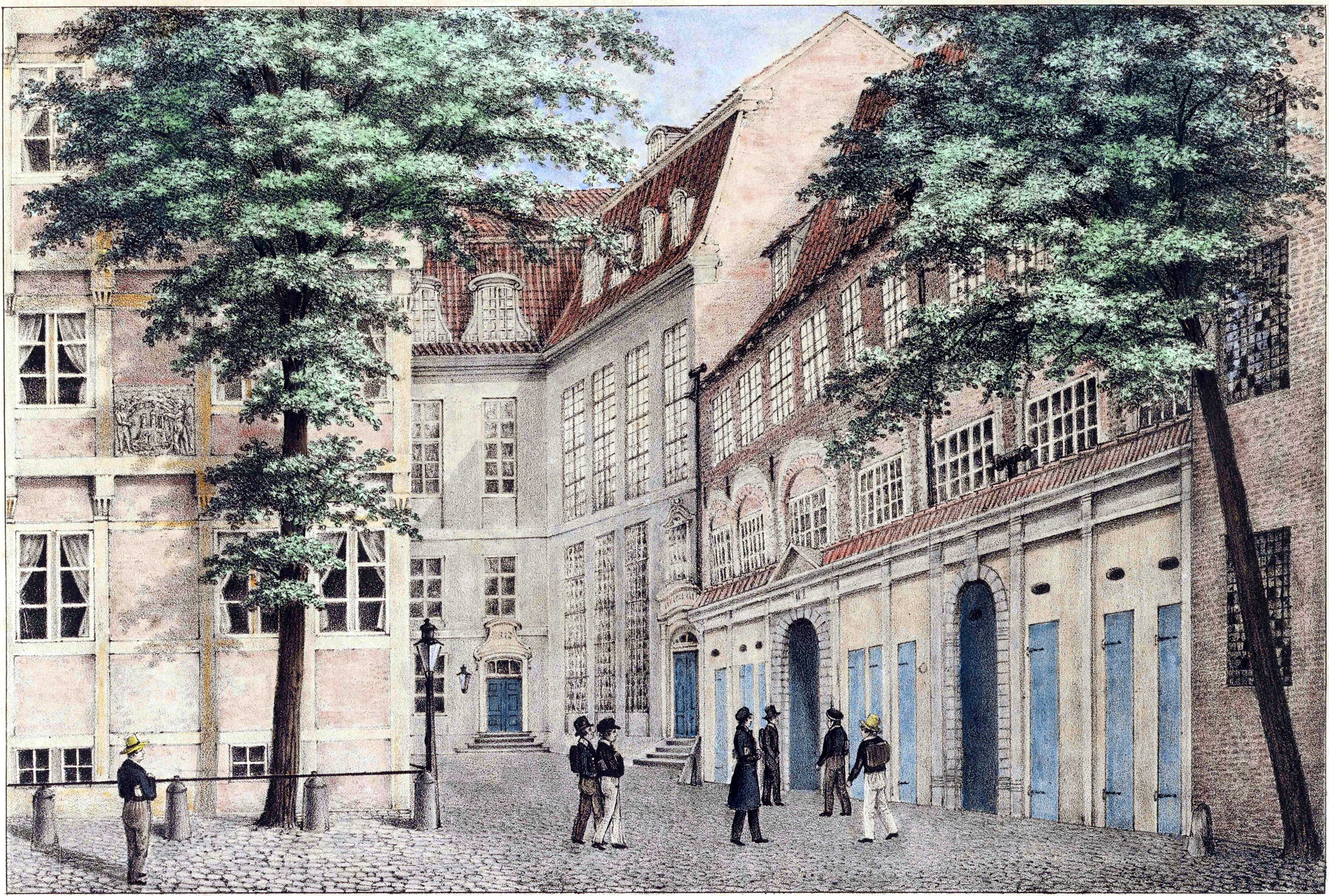
La sede originaria dello Johanneum, nell'ex-convento di San Giovanni

Lo Johanneum venne fondato da Johannes Bugenhagen, l'inviato spirituale di Martin Lutero. Costui giunse ad Amburgo nel 1528 per dare un ordinamento eccelsiastico protestante alla città, la Erbarn Stadt Hamborch Christlike Ordeninge. Il 24 maggio 1529 aprì lo Johanneum nell'edificio dell'ex-convento di San Giovanni, ormai secolarizzato, come "scuola latina". L'area specificamente dedicata alla scuola si trovava in un edificio a graticcio nel chiostro del convento. All'inizio lo Johanneum era una Gelehrtenschule, ovvero una scuola superiore di preparazione all'università. Successivamente si ampliò e costituì anche un secondo ramo, la Bürgerschule (letteralmente "scuola dei cittadini"), dedicata all'educazione dei figli dei mercanti e dei professionisti.
Fra il 1838 e il 1840 venne costruita la nuova imponente sede in stile neoclassico sullo Speersort, sull'area precedentemente occupata dalla antica cattedrale demolita nel 1806, e dove prima ancora si trovava la cellula originaria della città, la cosiddetta Hammaburg di età carolingia. Contemporaneamente il convento medievale di San Giovanni fu demolito. 
Nello Johanneum riceveva la propria educazione umanistica il patriziato della città libera di Amburgo.
Nel 1914 il liceo fu nuovamente trasferito, nella sede in cui si trova ancora oggi, in Maria-Louisen-Straße, mentre il vecchio edificio venne destinato interamente alla Staats- und Universitätsbibliothek Hamburg. 
Lo Johanneum si aprì tardì alle studentesse. In realtà alcune ragazze erano state ammesse nelle classi superiori già in passato, ma solo nel 1977 furono ammesse le prime ragazze in prima ginnasio (Sexta).

## Oggi

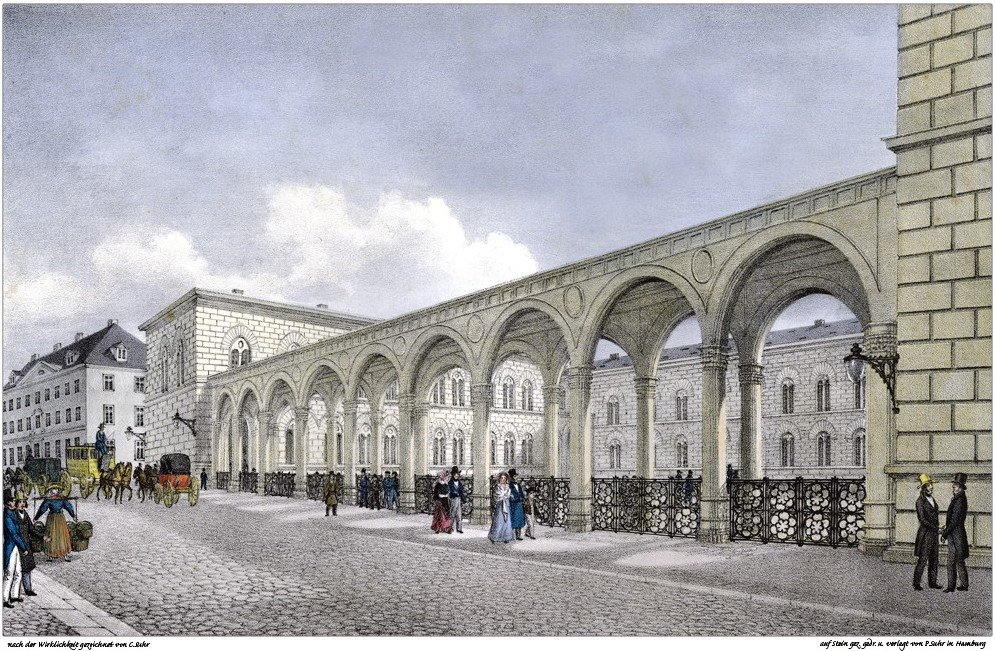
La sede sulla piazza del Duomo, costruita da Carl Ludwig Wimmel nel 1840

Lo Johanneum rappresenta ancora oggi l'esigenza di un modello educativo umanistico. Allo Johanneum, infatti, si può ancora, oppure si deve, secondo i casi, conseguire il proprio Abitur (la nostra maturità) in lingue classiche, latino o greco. Anche le gite scolastiche dell'ultimo anno devono visitare siti archeologici dell'antichità.
Nella scuola sono attivi due teatri. Si tengono, inoltre, due concerti dell'orchestra e del coro d'istituto, il "concerto d'estate" e quello "di Natale". Viene pubblicata, infine, la rivista di liceo Johanneum e annualmente le Res Gestae.
La biblioteca del liceo porta ancora il nome latino di Bibliotheca Johannei. Possiede 55.000 volumi in latino, greco, tedesco, italiano, francese e inglese. La biblioteca si vanta di possedere la prima edizione di molti capolavori della letteratura europea. Il libro più antico è una Bibbia latina del 1491.

## Nella letteratura
Nel romanzo di Jules Verne Viaggio al centro della terra il protagonista, Otto Lidenbrock, figura essere un professore dello Johanneum.